# Virtue Triumphant
Virtue Triumphant è un cortometraggio muto del 1916 diretto da William Robert Daly. Sceneggiato da Ouida Bergère e prodotto dalla Selig Polyscope Company, il film, di genere drammatico, aveva come interpreti Fritzi Brunette, Jack Pickford, Edward Peil Sr., Virginia Kirtley, Lillian Hayward, Sidney Smith,

## Trama
Helen Lord è una brava attrice e una ragazza intelligente, ma non riesce a convincere il suo manager delle proprie capacità. Quando una sera riesce a dimostrare la sua bravura, ottenendo un ottimo successo, Thomas Burt, l'impresario, molto suscettibile alle belle donne e colpito dal suo trionfo, cerca di fare l'amore con lei. Quando però viene respinto, la licenzia e mette al suo posto Gladys Earle, un'altra attrice molto più malleabile.

Gladys incontra Billy Boyd, un giovane commediografo, che si sente immediatamente ispirato da lei che diventa la protagonista del suo ultimo lavoro. Truccata, Helen impersona madame Dreasco, mentre Billy impersona il figlio della signora, entrambi attesi negli Stati Uniti. Convocato in albergo dalla presunta signora Dreasco, Thomas Burt legge la commedia di Billy che lo conquista, fino ad acquistarne i diritti. Il contratto però impone che la protagonista del lavoro dovrà essere scelta da madame Dreasco. La commedia va in scena con grande successo e Burt scopre che l'attrice protagonista non è altri che Helen, la ragazza che lui aveva licenziato. Intanto la vera madame Dreasco invia un messaggio dove si augura che un lavoro così bello possa ottenere tutto il successo che merita.

## Produzione
Il film fu prodotto dalla Selig Polyscope Company.

## Distribuzione
Distribuito dalla General Film Company, il film - un cortometraggio in tre bobine - uscì nelle sale cinematografiche statunitensi il 21 febbraio 1916.